# Ys III: Wanderers from Ys
Ys III: Wanderers from Ys (Japans: イースIII ワンダラーズ フロム イース) is een computerspel dat in 1988 uitkwam voor de NEC PC-8801, NEC PC-9801. Later werd het spel ook geporteerd naar andere homecomputers en spelcomputers.

## Platforms
| Jaar | Platform                                  |
| ---- | ----------------------------------------- |
| 1989 | PC-88, PC-98                              |
| 1990 | X68000, MSX 2                             |
| 1991 | NES, SNES, Sega Mega Drive, TurboGrafx CD |
| 2005 | PlayStation 2                             |

## Ontvangst
| Beoordeeld door      | Platform        | Datum            | Score |
| -------------------- | --------------- | ---------------- | ----- |
| Pixel-Heroes.de      | SNES            | oktober 2003     | 80%   |
| RPGFan               | TurboGrafx CD   | 26 december 1998 | 80%   |
| RPGFan               | TurboGrafx CD   | 15 augustus 2001 | 74%   |
| Video Games          | Sega Mega Drive | februari 1992    | 68%   |
| Video Games          | SNES            | september 1991   | 66%   |
| Jeuxvideo.com        | SNES            | 6 november 2012  | 65%   |
| Legendra             | SNES            | 9 september 2005 | 60%   |
| Legendra             | Sega Mega Drive | 9 september 2005 | 60%   |
| Entertainment Weekly | SNES            | 28 februari 1992 | 58%   |
| Retrogaming.it       | Sega Mega Drive | 21 februari 2008 | 40%   |